# Ängstjärnen, Värmland
Ängstjärnen är en sjö i Sunne kommun och Torsby kommun i Värmland och ingår i Göta älvs huvudavrinningsområde. Sjön har en area på 0,124 kvadratkilometer och ligger 297,2 meter över havet.

## Delavrinningsområde
Ängstjärnen ingår i det delavrinningsområde (664216-135107) som SMHI kallar för Utloppet av Övre Fryken. Medelhöjden är 131 meter över havet och ytan är 184,34 kvadratkilometer. Räknas de 149 avrinningsområdena uppströms in blir den ackumulerade arean 2 539,5 kvadratkilometer. Norsälven (Ljusnan) som avvattnar avrinningsområdet har biflödesordning 2, vilket innebär att vattnet flödar genom totalt 2 vattendrag innan det når havet efter 324 kilometer. Avrinningsområdet består mestadels av skog (47 procent), öppen mark (10 procent) och jordbruk (12 procent). Avrinningsområdet har 42,49 kvadratkilometer vattenytor vilket ger det en sjöprocent på 23 procent. Bebyggelsen i området täcker en yta av 2,83 kvadratkilometer eller 2 procent av avrinningsområdet.